# 遠藤慶利
遠藤 慶利（えんどう よしとし）は、美濃国八幡藩の第2代藩主。三上藩遠藤家2代。室は板倉重宗の娘。はじめ慶重と名乗る。

## 生涯
慶長14年（1609年）、三木直綱の次男として八幡で生まれた。幼名は三郎四郎とも内蔵助ともいった。母は遠藤慶隆の娘。
外祖父の遠藤慶隆には嫡子・遠藤慶勝がいたが、大坂冬の陣の際に発病し、翌年に京都で病死した。慶隆には他に男子がなかったため、慶利が養嗣子とされた。
寛永2年（1625年）9月22日、従五位下伊勢守に叙任する。同9年（1632年）8月26日、慶隆の死去により家督を継ぐ。
寛永11年（1634年）、将軍・徳川家光の上洛に供奉する。のち但馬守となる。同13年（1636年）12月、大磯で朝鮮通信使の接待役を務めた。同16年（1639年）、用木材1000本を課せられ、郡内で伐採し、納めた。同20年（1643年）、大垣と名古屋間の警固伝馬の督務につく。正保元年（1644年）秋には駿府在番を命じられた。
正保3年（1646年）6月28日、江戸において38歳で死去した。乗雲至誠院と号した（「東家遠藤家記」では宗雲）。
跡を長男の常友が継いだ。